# Moshing

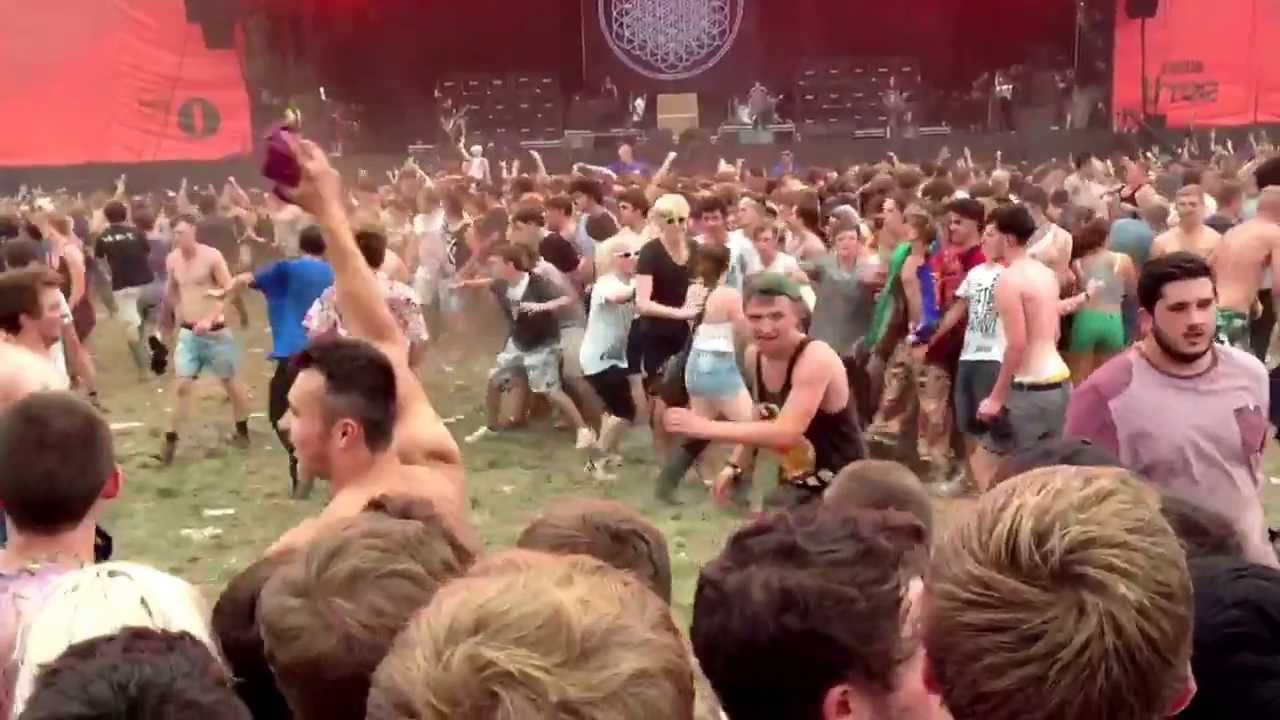
Moshing la un concert Bring Me The Horizon în 2013.

Moshing sau slamdancing reprezintă un stil de dans în care participanții se împing sau se lovesc unul de celălalt, practicat în general în cadrul concertelor de muzică agresivă. Acesta își are originea în scenele de hardcore punk din California și Washington D.C. în târziul anilor 1970. De aici a fost adoptat de către alte forme de punk rock, respectiv thrash metal și grunge, cele din urmă fiind responsabile pentru popularizarea sa. Moshing-ul este practicat în numeroase de genuri, inclusiv rock alternativ, EDM și hip-hop, însă rămâne un element principal al concertelor de heavy metal și punk.
Există și forme alternative ale acestui dans care pot fi practicate în grup sau chiar și de o singură persoană. Moshing-ul are loc într-o zonă numită „pit” – uneori „mosh pit” – din apropierea scenei. Aceste variații ale moshing-ului tradițional includ „pogoing-ul”, „circle pits” – unde participanții se izbesc și lovesc unul pe celălalt într-o mișcare circulară - și „wall of death” unde publicul se împarte în două grupuri care fug unul către celălalt. Moshing-ul este de obicei practicat în centrul publicului și aproape de scenă. Deși moshing-ul este considerat drept un mod prin care să-ți exprimi bucuria, această mișcare a atras și critici din cauză pericolului la care se expun cei care o practică. Unele persoane au fost accidentate în „mosh pits”, iar câțiva fani au și încetat din viață în practici de tipul „wall of death” moshing, o nouă mișcare dezvoltată când fanii thrash metal au adoptat slamdacing-ul specific punkului.

## Istorie

### Etimologie
Termenul „mosh” a început să fie utilizat în târziul anilor 1980 în scena americană de hardcore din Washington D.C. Nu cu mult timp înainte, dansul era des denumit „mash” în fanzine, însă era pronunțat mosh precum în melodia „Total Mash” din 1982 a formației de hardore Scream. H.R., membru al formației Bad Brains, considerat grupul care „a pus moshing-ul pe hartă”, folosea termenul mash în versuri și în conversațiile cu publicul cu scopul de a incita și în același timp de a descrie dansul agresiv și deseori violent specific scenei. Solistul striga către auditoriu „Mash it up!”, însă din cauza accentului jamaican majoritatea fanilor auzeau mosh în loc de mash. Fanii solistului Billy Milano și a formației Stormtroopers of Death foloseau cuvântul mosh drept acronim pentru „move over shit head” (ro: mișcă-te nenorocitule). Datorită succesului grupurilor Anthrax, Nirvana, Stormtroopers of Death și the Melvins, termenul mosh a ajuns popular.

### Origini

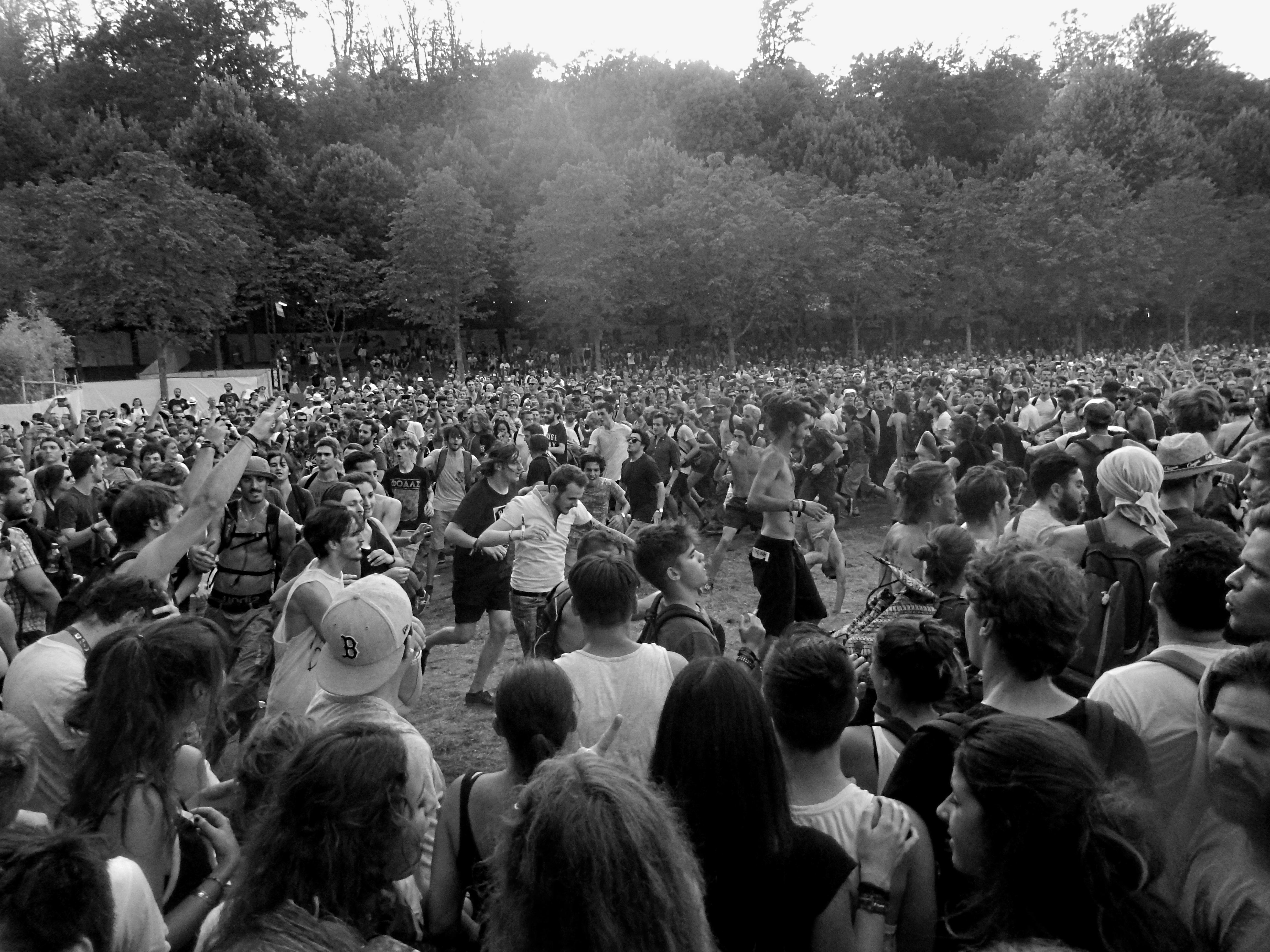
„Mosh pit” la concertul formației Bring Me The Horizon. Se poate observa mișcarea în sens contrar acelor de ceasornic.

Primul dans identificabil cu slamdancing-ul ar fi luat naștere în Orange County, California, în cadrul primului val de formații americane de hardcore. William Tsitsos îl încadrează în perioada de final a anilor '70, respectiv începutul anilor '80, fiind asociat în Statele Unite cu scena apolitică a punkului. Această practică este o modificare a primului dans reprezentativ pentru scena punk, și anume pogo-ul. Moshing-ul - despre care Tsitsos  afirmă că este diferit, însă similar, slamdancing-ului - apare în New York la mijlocul anilor 1980 drept o variație a formei precedente. Tsitsos afirmă în articolul „Slamdancing, Ageing and Belonging” că deși cei doi termeni sunt considerați interschimbabili, cele două practici sunt distincte. Pe de-o parte, slamdancing-ul tindesă fie un stil de dans mai frenetic. Cei implicați fug uneori într-un cerc în sens contrar acelor de ceasornic - un „circle pit” - în timp ce se lovesc unii de ceilalți. Pe de altă parte, moshing-ul nu este la fel de rapid ca slamdancing-ul. Mișcările specifice acestui stil sunt mult mai exagerate, mai individuale, implicând uneori lovituri cu piciorul în stilul artelor marțiale. Forme inițiale ale acestei practici pot fi vizionate în documentarele Another State of Mind, Urban Struggle, The Decline of Western Civilization și American hardcore, precum și în înregistrări realizate la concertele din acea perioadă. La momentul respectiv formațiile californiene de hardcore punk ca Circle Jerks, Black Flag, Fear și Dead Kennedys erau populare în această zonă.
Până la sfârșitul anilor ’80, valul de formații hardcore punk a intrat în declin și s-a împărțit în subgenuri. Mișcarea grunge din Seattle reprezenta unul dintre nenumăratele stiluri muzicale care au evoluat din hardcore. Prin succesul comercial al unor formații de grunge, termenul mosh a intrat în vocabularul fundamental al nord-americanilor, iar dansul a fost preluat de multe alte genuri. Conform membrului They Might Be Giants, John Linnell, „nu conta ce muzică interpretezi sau ce fel de formație erai; toata lumea practica moshing-ul pe orice. Era o regulă pentru mersul la concerte”.

## Proprietăți fizice ale comportamentului
Cercetătorii Universități Cornell din Ithaca au studiat comportamentul inițial al mulțimilor care participă în mosh pit-uri prin analizarea unor videoclipuri din mediul online, descoperind asemănări cu modele gazelor 2-D în echilibru. Simulând mulțimile cu modele informatice, aceștia au descoperit că o simulare dominată de îngrămădirea parametrilor produce un comportament extrem de ordonat care formează vârtejuri precum cele observate în videoclipuri.

## Criticism și controverse
Membrii formației de post-hardcore Fugazi din Washington D.C. s-au opus moshing-ului în cadrul concertelor pe care le susțin. Martorii au declarat că aceștia au criticat diferiți membri ai publicului, rugându-i politicos să înceteze din a-i răni pe ceilalți oameni prezenți la spectacol sau uneori chiar aducându-i pe scenă să-și ceară scuze în fața tuturor. Consolidated, un grup de industrial dance din anii ’90, s-au opus slamdancing-ului. Pe cel de-al treilea album, Play More Music, au inclus o melodie intitulată „The Men’s Movement” care prin versurile sale afirma natura necorespunzătoare a moshing-ului. Melodia constă din înregistrări audio ale membrilor Consolidated și ale auditoriului în care se discută această practică.

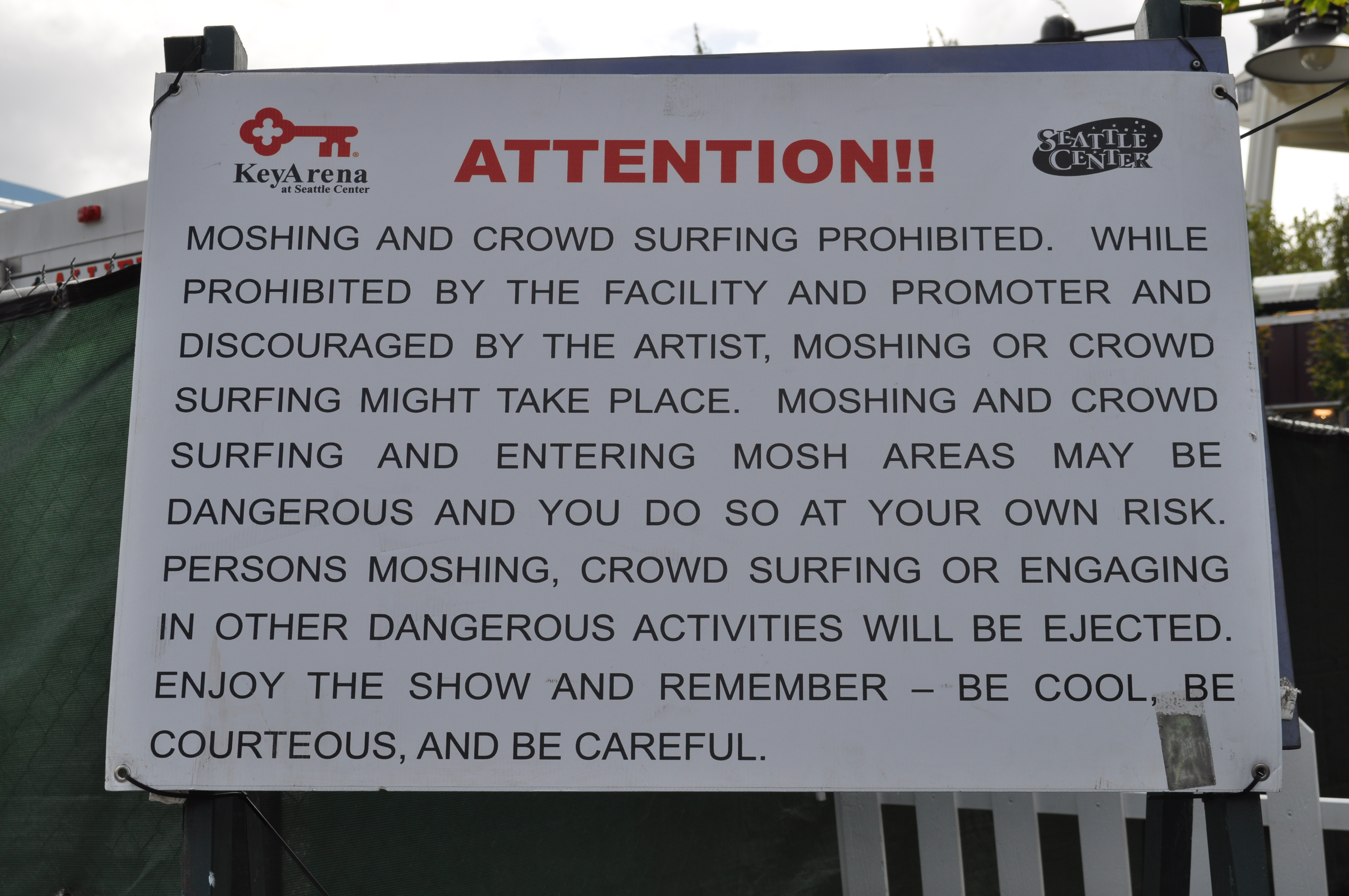
O pancartă care atenționează participanții la un concert că practicile de tipul moshing și crowd surfing sunt interzise.

În anii 1990, The Smashing Pumpkins au luat atitudine împotriva moshing-ului în urma a două incidente fatale. La un concert al formației în Dublin, Irlanda, în anul 1996, un fană pe nume Bernadette O'Brian în vârstă de 17 ani a fost strivită de către membrii publicului care practicau moshing-ul - aceasta încetând din viață în spital - în ciuda atenționărilor venite din partea formației. În cadrul unui alt concert, liderul Billy Corgan s-a adresat publicului: „Vreau un singur lucru să vă spun vouă, vouă tinerilor idioți. Am văzut oameni ca voi lovind alte persoane timp de șapte ani. Și știți ce? E același rahat. Aș dori să înțelegeți că într-un mediu ca acesta și într-un context ca acesta este destul de nepotrivit și nedrept pentru cei din jurul vostru. Eu și ceilalți membri ai formației adoptăm o atitudine împotriva moshing-ului!”.
Un alt fan a încetat din viață la un concert Smashing Pumpkins în Vancouver, Columbia Britanică, Canada pe data de 24 septembrie 2007. Baiatul în vârsta de 20 de ani a fost scos din mosh pit inconștient, urmând să fie declarat mort la spital în ciuda intervenției medicilor.
Albumul Why Do They Rock So Hard? din 1998 al celor din Red Big Fish a inclus o melodie care critica moshing-ul intitulată „Thank You for not Moshing”. Versurile acesteia sugerau că unii membri ai publicului implicați în mosh pit erau simpli agresori care vedeau normalitate în violență.
Mike Portnoy, fondatorul și fostul toboșar al formației Dream Theater, și Avenged Sevenfold au criticat slamdancing-ul într-un interviu publicat pe website-ul său: „Consider că auditoriul nostru a devenit puțin mai atent și mai reticent în ceea ce privește mentalitatea de mosher[...] Înțeleg că dorești să-ți eliberezi energia... [însă] odată ce oamenii au început să facă acel lucru pe parcursul melodiei „Through Her Eyes” devine ridicol[...] Deci, de data aceasta încercăm în mod voit să organizăm concertele în săli de teatru ca cei prezenți să se poată așeza și să se bucure de spectacol [...] fără să fie îngrijorați că vor fi loviți în față de un mosh pit. Astfel aceasta probabil va elimina problema”.
Jessica Michalik, în vârstă de 16 ani, a încetat din viață ca urmare a asfixierii după ce a fost strivită într-un mosh pit pe parcursul festivalului australian Big Day Out, ediția 2001, în timpul concertului formației de nu-metal Limp Bizkit.
Grupul de groove metal Five Finger Death Punch au experimentat un incident la un concert în Hartford, Connecticut, unde pe parcursul melodiei „White Kuchles” un tânăr a suferit o fractură compusă a gleznei într-un mosh pit. Ivan L. Moody, liderul formației, a oprit concertul și a sărit în public alături de Zoltan Bathory și au transportat fanul rănit pe scena de unde a fost transportat la spital.
Basistul Joey DeMaio al formației Manowar are obișnuința de a opri temporar concertele în momentul în care observă practici de tipul moshing și crowd surfing, declarând că este periculos pentru ceilalți fani.
Percuționistul formației Slipknot, Christ Fehn, a discutat despre starea interacțiunilor din public în urma incidentului scenic și a problemelor legale din jurul solistului Lamb of God, Randy Blythe, care a fost găsit într-un final nevinovat de moartea unuia dintre fanii prezenți la un concert în Cehia. Fehn a declarat următoarele: „Cred că, în special în America, mosing-ul s-a transformat într-o formă de bullying. Tipul cel mare stă în mijloc și doar împinge orice copil mic care se apropie de el. Ei nu practică același mosh ca ceilalți. Este îngrozitor deoarece nu despre asta este vorba. Acești oameni trebuie dați afară. Un mosh pit corect este un mod grozav de a fi ca grup...”.